# Resolució 364 del Consell de Seguretat de les Nacions Unides
La Resolució 364 del Consell de Seguretat de les Nacions Unides, fou aprovada el 13 de desembre de 1974, va assenyalar els informes del Secretari General de les Nacions Unides i del Govern de Xipre sobre les condicions imperants a l'illa, així com la Resolució de l'Assemblea General de les Nacions Unides n. 3212 i les resolucions anteriors.
El Consell va ampliar l'estacionament de la Força de les Nacions Unides pel Manteniment de la Pau a Xipre durant un altre període de sis mesos fins al 15 de juny de 1975, amb l'esperança que aleshores hi hagi progrés suficient cap a una solució final que permeti la possibilitat almenys una retirada parcial, i va fer una crida a totes les parts del conflicte per estendre la seva plena cooperació amb la Força.
La resolució es va aprovar amb 14 vots contra cap; la República Popular de la Xina no va participar en la votació.